# Powszechny strajk włókniarzy Łodzi i okręgu łódzkiego (1933)
Powszechny strajk włókniarzy Łodzi i okręgu łódzkiego – strajk powszechny włókniarzy, który miał miejsce w Łodzi i okolicach od 2 marca do 3 kwietnia 1933 r.

## Geneza strajku
Strajk spowodowany był nieprzestrzeganiem umowy zbiorowej zawartej przez związki zawodowe i fabrykantów, do czego miał przyczynić się wielki kryzys. Przemysłowcy podjęli się obniżania płac, w zależności od fabryki, od 15 do 35%, nie płacili pensji za przestoje w pracy fabryk, ponadto planowali wprowadzenie 48-godzinnego tygodnia pracy oraz ograniczenie przysługujących urlopów. Warunki proponowane przez fabrykantów zostały przyjęte krytycznie przez robotników, którzy od 2 marca rozpoczęli strajki, jednocześnie podejmując negocjacje z fabrykantami, którzy początkowo zaproponowali obniżki płac w wymiarze 15–20% zarobków.

## Strajk
Strajk zainicjowały związki zawodowe związane z Polską Partią Socjalistyczną. W pierwszym dniu protestów, tj. 2 marca, strajk objął kilka fabryk w Łodzi. 5 marca odbył się przemarsz protestacyjny w Łodzi – kilka tysięcy robotników maszerowało pomiędzy fabrykami, inicjując zatrzymanie ich pracy. Tego dnia łącznie strajkowało około 300 łódzkich fabryk, w tym częściowo fabryki: Eiserta, Ossera, Buhlego, Scheiblera i Eisenbrauna. 6 marca protesty przerodziły się w strajk powszechny – częściowo pracowały tylko fabryki Scheiblera, Poznańskiego, Kindermanna, Stillera oraz Wima. W Pabianicach nie pracowały niemal wszystkie fabryki z wyjątkiem fabryki Kruschego, gdzie pracowało około 200 osób. Ponadto strajk objął wszystkich robotników w Zduńskiej Woli, Konstantynowie Łódzkim, Bełchatowie i Zelowie oraz większość robotników w Zgierzu. Do protestów dołączyli się również chałupnicy i tkacze ręczni.
Ponadto przez okres strajku dochodziło do zgromadzeń i protestów również m.in. Ozorkowie, Piotrkowie Trybunalskim, Aleksandrowie Łódzkim, Rudzie Pabianickiej, Zelowie, Bełchatowie, Konstantynowie Łódzkim, w protestach zaś wzięło udział około 120 tys. robotników.

### Zamieszki w Pabianicach
17 marca delegacja związków zawodowych włókniarzy rozpoczęła w Ministerstwie Pracy i Opieki Społecznej w Warszawie pertraktacje z przemysłowcami związane z podpisaniem nowej umowy zbiorowej. Jednocześnie przebieg ustaleń przekazywany był drogą telefoniczną przez posła Antoniego Szczerkowskiego, a następnie pantoflową. Tego dnia licznie gromadzący się włókniarze w pabianickim Domu Robotniczym zostali zainspirowani przez członka Komunistycznej Partii Polski, Jana Morawskiego, do protestów. 5 tysięczny tłum wyszedł na ulicę, a policja otworzyła ogień do protestujących. Tego dnia przy ul. Krótkiej (późn. ul. Bohaterów) w Pabianicach zginęło 5 robotników.

### Zamieszki w Łodzi
Do zamieszek doszło również na Wodnym Rynku w Łodzi, przy którym w kinie oświatowym zorganizowany został wiec robotników. Doszło wówczas do starć pomiędzy protestującymi a policją, którzy obrzucali ją kamieniami. W odpowiedzi doszło do otwarcia ognia. Zginęła 1 osoba, a kilka zostało rannych.

### Wsparcie strajku
Strajk wsparł m.in. magistrat łódzki kwotą w wysokości 100 tys. zł. Ponadto działania włókniarzy łódzkich zostały wsparte przez włókniarzy białostockich, którzy 16 marca rozpoczęli strajk solidarnościowy oraz zaangażowali się w organizację pomocy materialnej.

### Rozwiązanie strajku
Strajk zakończył się 3 kwietnia w wyniku podpisania nowej umowy zbiorowej. Odbyło się wówczas spotkanie między przedstawicielami przemysłu włókienniczego a reprezentantami robotników. Nowa umowa zakładała obniżenie pensji włókniarzy o 12–15%, w zależności od miejsca zatrudnienia.

## Upamiętnienie
Przy ul. Bohaterów 17 w Pabianicach znajduje się tablica pamiątkowa upamiętniająca ofiary protestów z 17 marca 1933 r.
Na cmentarzu katolickim w Pabianicach znajduje się grób robotników poległych w proteście.